# Cabula
Cabula designa  uma religião afro-brasileira surgida na Bahia, no final do século XIX, de caráter secreto, sincretizadora de leque malê, banto e espírita. É classificada como candomblé de caboclo, uma modalidade derivada da nação angola que incorporou o culto dos antepassados indígenas e é considerada como precursora da umbanda. Essa vertente desenvolveu-se principalmente nos estados da Bahia, Espírito Santo, Minas Gerais e Rio de Janeiro.
Olga Cacciatore o definiu como "um culto afro-brasileiro de características sincréticas, com traços de cultura da província de Cabinda, Angola e muçulmana, através da influência malê, identificável pelo gorro usado pelos participantes do ritual".

## Etimologia
A origem do termo é controversa. Segundo Janice Nicolin, em quicongo, kabula significa "lugar de afastamento dos males", já que este é o objetivo do toque musical chamado cabula que antecede os rituais de origem angolanas. Nei Lopes também sugere o quicongo kabula, no sentido de 'animar, encorajar' e o suaíle kabula no sentido de 'partilhar'.
Já para Olga Cacciatore a palavra 'cabula' seria uma corruptela do termo cabala, sistema de pensamento ligado ao misticismo judaico, cuja influência os animistas oriundos de Cabinda-Angola teriam sofrido, por intermédio dos malês - denominação genérica dos africanos islamizados, principalmente hauçás, oriundos do norte da Nigéria e sul do Níger.

## Histórico
O quilombo do Cabula foi desarticulado na noite de 30 de março de 1807. Na ocasião, pequenas comunidades constituídas de escravizados fugidos, negros libertos e raros brancos pobres que viviam na grande área do Cabula foram atacados por uma  força militar organizada para destruir possíveis quilombos localizados na periferia de Salvador. 
Os quilombos de Nossa Senhora dos Mares e do Cabula, também localizados nos arredores da cidade de Salvador, foram, como os demais de grande importância e periculosidade. Deles tomou conhecimento o então Governador e Capitão General da Bahia, o Conde da Ponte, que de imediato providenciou a sua extinção, mandando, para isso, vir à sua presença, no dia 29 de março de 1807, o Capitão-mor das Entradas e Assaltos do Termo da Cidade do Salvador, Severino da Silva Lessa, ao qual determinou a convocação de uma tropa para a destruição dos referidos núcleos.
No dia 30 me requereu 80 homens da Tropa de Linha escolhidos, e bem municiados, e com os Oficiais de mato e cabos da polícia que lhe pareceram capazes, se cercaram várias destas casas e arraiais na distância de duas léguas desta cidade para os sítios que se denominaram Nossa Senhora dos Mares e Cabula, e com a fortuna de apreenderem setenta e oito pessoas destes agregados, uns escravos, outros forros, e dois dos principais cabeças; houve alguma resistência e pequenos ferimentos, mas nada que mereça maior atenção.
O Quilombo do Cabula foi destruído em 1807, mas a área voltaria a ser ocupada pela população negra. Nas palavras de João José Reis:
As colinas, matas, lagoas e rios aí localizados serviam de suporte ecológico ao desenvolvimento de uma coletividade africana relativamente autônoma e semiclandestina. A cidade estava cercada de quilombos e terreiros religiosos, comunidades móveis destruídas aqui para ressurgirem adiante, alimentadas pelo fluxo ininterrupto de escravos que sabiam tirar proveito da mobilidade proporcionada pela escravidão urbana. 
Assim é que, no início dos anos 1820, uma população negra remanescente do Quilombo do Orobó (situado no atual município de Itaberaba e destruído por tropas governamentais em 1797), viria a se fixar nas matas, entre Cajazeiras, Pirajá e Cabula, formando o Quilombo do Urubu, combatido e dispersado pela polícia em 1826.
Artur Ramos, em sua obra "O Negro Brasileiro"  (1934),  refere-se a um ritual existente na capital baiana e identificado possivelmente no final do século anterior, que ele diz ser denominado Acabula
Os primeiros relatos acadêmicos derivam do registro feito, no Espírito Santo, pelo bispo católico Dom João Batista Correia Néri (da diocese que abrange as freguesias ao norte do estado do Espírito Santo, em 1963), em uma Carta Pastoral; seu registro fora inicialmente descoberto por Nina Rodrigues e mais tarde reusado por Artur Ramos, apresentando grandes semelhanças entre o culto ali praticado e aquele registrado no que mais tarde receberia o nome de macumba, no Rio de Janeiro.
Dom Néri percebera, durante uma viagem às terras de sua diocese (então composta por todo o território do estado), nas proximidades da cidade de São Mateus, "três freguesias largamente minadas por uma seita misteriosa" que, despertando-lhe a curiosidade, empreendeu então uma investigação onde apurou — pelo depoimento de pessoas de todas as camadas sociais, e durante o espaço de quinze dias — que os participantes ou aqueles que da seita tenham se afastado, teriam de manter em segredo suas práticas sob pena de morte por envenenamento. Segundo o bispo  o adepto da cabula era conhecido pelo termo generalista cafioto, usado na macumba carioca.A despeito da ameaça, o bispo obtivera dos relatos as informações que fizeram-no concluir que os rituais secretos, praticados principalmente pelos negros e, segundo ele, mais difundidos após a Lei Áurea, contaria na época com cerca de oito mil seguidores, entre negros e brancos.

## Liturgia
Assim como na umbanda, o traje ritual era composto de calça e jaleco brancos, com pés descalços; Cacciole informa que havia ainda o gorro (ou camate), ao estilo muçulmano e também "largos cinturões com amuletos"; no rito propriamente a pesquisadora indica que havia espelhos, pedras, cachimbos, infusões com raízes e outros apetrechos dispostos em sinais cabalísticos (como o Signo de Salomão), cruzes e velas (que guardam semelhança, ainda, com a macumba).
As reuniões eram chamadas de "Mesa" e seus cultos, "trabalhos" e "mesas" se davam no meio da mata; o dirigente da Mesa, tal como o sacerdote das religiões dos bantos, se chamava embanda, auxiliado por um cambone; a reunião dos camanás ou iniciados recebia o nome de engira e nestas a incorporação dos "tatás" (espíritos) ocorria — derivado do quimbundo para "pai", indica a presença de um espírito familiar, seguindo a tradição dos bantos de realizarem um transe de possessão (o termo, pronunciado tata, persiste nos terreiros de umbanda que mantém-se fiéis às tradições angolanas).
Dom Néri relatou que os rituais podiam ocorrer nas casas, mas mais comumente se davam nas florestas, no meio da noite: "à hora aprazada, todos de camisa e calças brancas, descalços, uns a pé, outros a cavalo, com o embanda à retaguarda, dirigiam-se silenciosos ao templo, o camucite. Um camaná ou um cambone ia à frente, conduzindo a mesa, isto é, a toalha, a vela e pequenas imagens. Em determinado ponto do caminho tomavam uma vereda, só conhecida dos iniciados, para chegar ao camucite, o sítio sob uma frondosa árvore, no meio da mata."
No relato do prelado católico haviam "duas mesas capitulares: a de Santa Bárbara e a de Santa Maria, subdividindo-se em muitas outras, com as mesmas denominações" e que, embora em relatos não confirmados, também haveria uma terceira mesa dedicada a Cosme e Damião e que esta seria "mais misteriosa e mais central e que exercia uma espécie de fiscalização suprema sobre as duas outras e cujos iniciados usavam nas reuniões compridas túnicas pretas, que cobriam o corpo todo, desde a cabeça até os pés, à semelhança do saco dos antigos  penitentes".
Era a seguir entoado um primeiro cântico (nimbu) após o qual se dava a possessão do embanda, segundo Dom Néri: "o embanda em contorsões, virando e os olhos [com] trejeitos, [batia] no peito com as mãos fechadas e, compassadamente, emitindo roncos profundos, afinal, [dava] um grito estridente, horroroso", ao que a seguir era servido pelo cambono por infusão de raízes ou um copo de vinho.
Novo imbu era entoado dedicado ao "baculo do ar" como se lhes pedissem permissão para que entrasse no transe, caindo por terra (notando aqui uma incoerência no relato do bispo, uma vez que o transe já havia ocorrido após o primeiro canto).